# Краснова Катерина Сергіївна
Катерина Сергіївна Краснова (рос. Екатерина Сергеевна Краснова; нар. 31 січня 1988, Чебоксари, Чувашія) — російська борчиня вільного стилю, греплерка, срібна та бронзова призерка чемпіонатів світу з греплінгу, чемпіонка та триразова бронзова призерка чемпіонатів Європи з боротьби. Бронзова призерка Універсіади. Майстер спорту міжнародного класу (2007).

## Біографія
Боротьбою почала займатися з 1999 року. Перший тренер — В. М. Ананьєв. Вихованка Чебоксарської ДЮСШ № 5 і республіканської школи вищої спортивної майстерності імені А. Ігнатьєва.
Триразова срібна призерка чемпіонатів світу з вільної боротьби серед юніорів (2006, 2007, 2008). Срібна призерка чемпіонату Європи з вільної боротьби серед юніорів (2006). Двічі ставала чемпіонкою Європи з вільної боротьби серед кадетів (2003, 2004), один раз на цих змаганнях виборола бронзову нагороду (2005).
Виступала за Московське міське фізкультурно-спортивне об'єднання. Тренери Маїрбек Цекаєв, Олексій Лапшин. Дворазова чемпіонка Росії (2009, 2013), срібна призерка чемпіонатів Росії (2008, 2010, 2011), володарка Кубку Росії (2014).

## Дердавні нагороди
Подяка Президента Російської Федерації (19 липня 2013 року).

## Спортивні результати на міжнародних змаганнях

### Виступи на Чемпіонатах світу
| Змагання                         | Збірна | Вагова категорія          | Місце  |
| -------------------------------- | ------ | ------------------------- | ------ |
| Чемпіонат світу з греплінгу 2011 | Росія  | жінки, до 65 кг]]         | Срібло |
| Чемпіонат світу з греплінгу 2012 | Росія  | жінки, до 71 кг]]         | Бронза |
| Чемпіонат світу з боротьби 2013  | Росія  | жіноча боротьба, до 51 кг | 12     |

### Виступи на Чемпіонатах Європи
| Змагання                         | Збірна | Вагова категорія          | Місце  |
| -------------------------------- | ------ | ------------------------- | ------ |
| Чемпіонат Європи з боротьби 2009 | Росія  | жіноча боротьба, до 51 кг | Золото |
| Чемпіонат Європи з боротьби 2011 | Росія  | жіноча боротьба, до 51 кг | Бронза |
| Чемпіонат Європи з боротьби 2012 | Росія  | жіноча боротьба, до 51 кг | Бронза |
| Чемпіонат Європи з боротьби 2013 | Росія  | жіноча боротьба, до 51 кг | Бронза |

### Виступи на Кубках світу
| Змагання                    | Збірна | Вагова категорія          | Місце |
| --------------------------- | ------ | ------------------------- | ----- |
| Кубок світу з боротьби 2006 | Росія  | жіноча боротьба, до 51 кг | 6     |

### Виступи на Універсіадах
| Змагання               | Збірна | Вагова категорія          | Місце  |
| ---------------------- | ------ | ------------------------- | ------ |
| Літня Універсіада 2013 | Росія  | жіноча боротьба, до 51 кг | Бронза |

### Виступи на Чемпіонатах світу серед студентів
| Змагання                                        | Збірна | Вагова категорія          | Місце |
| ----------------------------------------------- | ------ | ------------------------- | ----- |
| Чемпіонат світу з боротьби серед студентів 2010 | Росія  | жіноча боротьба, до 55 кг | 7     |

### Виступи на інших змаганнях
| Змагання                                           | Збірна | Вагова категорія          | Місце  |
| -------------------------------------------------- | ------ | ------------------------- | ------ |
| Гран-прі Німеччини з боротьби 2007                 | Росія  | жіноча боротьба, до 51 кг | Бронза |
| Гран-прі «Іван Яригін» 2009                        | Росія  | жіноча боротьба, до 51 кг | Золото |
| Гран-прі Німеччини з боротьби 2009                 | Росія  | жіноча боротьба, до 51 кг | Бронза |
| Золотий Гран-прі з боротьби 2009                   | Росія  | жіноча боротьба, до 51 кг | 5      |
| Золотий Гран-прі з боротьби 2010 (Красноярськ)     | Росія  | жіноча боротьба, до 51 кг | 5      |
| Klippan Lady Open 2010                             | Росія  | жіноча боротьба, до 51 кг | Бронза |
| Золотий Гран-прі з боротьби 2010 (Кліппан )        | Росія  | жіноча боротьба, до 51 кг | Бронза |
| Гран-прі Німеччини з боротьби 2010                 | Росія  | жіноча боротьба, до 51 кг | Бронза |
| Золотий Гран-прі з боротьби 2010 (Баку)            | Росія  | жіноча боротьба, до 55 кг | Бронза |
| Золотий Гран-прі з боротьби 2011 (Баку)            | Росія  | жіноча боротьба, до 51 кг | Бронза |
| Відкритий чемпіонат Польщі з вільної боротьби 2011 | Росія  | жіноча боротьба, до 51 кг | Бронза |
| Trophee Milone 2011                                | Росія  | жіноча боротьба, до 51 кг | Золото |
| Золотий Гран-прі з боротьби 2012 (Красноярськ)     | Росія  | жіноча боротьба, до 51 кг | Бронза |
| Гран-прі Іспанії з боротьби 2012                   | Росія  | жіноча боротьба, до 51 кг | Золото |
| Золотий Гран-прі з боротьби 2012 (Баку)            | Росія  | жіноча боротьба, до 51 кг | 10     |
| Гран-прі «Іван Яригін» 2013                        | Росія  | жіноча боротьба, до 51 кг | Срібло |
| Klippan Lady Open 2013                             | Росія  | жіноча боротьба, до 51 кг | Срібло |
| Гран-прі «Іван Яригін» 2014                        | Росія  | жіноча боротьба, до 53 кг | 8      |
| Турнір Дана Колова — Николи Петрова 2014           | Росія  | жіноча боротьба, до 53 кг | Бронза |
| Гран-прі Німеччини з боротьби 2014                 | Росія  | жіноча боротьба, до 53 кг | 7      |
| Вогні Москви 2014                                  | Росія  | жіноча боротьба, до 53 кг | Золото |
| Відкритий кубок Росії з вільної боротьби 2014      | Росія  | жіноча боротьба, до 53 кг | Золото |
| Klippan Lady Open 2015                             | Росія  | жіноча боротьба, до 53 кг | Бронза |
| Кубок Алроси 2015                                  | Росія  | жіноча боротьба, до 53 кг | Золото |

### Виступи на змаганнях молодших вікових груп
| Змагання                                       | Збірна | Вагова категорія          | Місце  |
| ---------------------------------------------- | ------ | ------------------------- | ------ |
| Чемпіонат Європи з боротьби серед юніорів 2006 | Росія  | жіноча боротьба, до 51 кг | Срібло |
| Чемпіонат світу з боротьби серед юніорів 2006  | Росія  | жіноча боротьба, до 51 кг | Срібло |
| Чемпіонат світу з боротьби серед юніорів 2007  | Росія  | жіноча боротьба, до 55 кг | Срібло |
| Чемпіонат світу з боротьби серед юніорів 2008  | Росія  | жіноча боротьба, до 51 кг | Срібло |
| Чемпіонат Європи з боротьби серед кадетів 2003 | Росія  | жіноча боротьба, до 46 кг | Золото |
| Чемпіонат Європи з боротьби серед кадетів 2004 | Росія  | жіноча боротьба, до 49 кг | Золото |
| Чемпіонат Європи з боротьби серед кадетів 2005 | Росія  | жіноча боротьба, до 52 кг | Бронза |